# Slappy y los sucios
Slappy and the Stinkers es una película de aventura familiar de 1998, dirigida por Barnet Kellman. La película está protagonizada por B.D. Wong y Bronson Pinchot.

## Argumento
Cinco niños de 2º grado que no siguen reglas estrictas por su director de la escuela Brinway se denominó "Los Sucios" por él. En una visita a un acuario de los sucios, conocen a un león marino llamado Slappy que no se siente muy bien allí, el pequeño grupo de "los sucios" lo liberan del acuario.

## Reparto
- BD Wong es Morgan Brinway.
- Jennifer Coolidge es Harriet.
- Joseph Ashton es Sonny.
- Gary LeRoi Gray es Domino.
- Carl Michael Lindner es Allen "Witz" Witzowitz.
- Scarlett Pomers es Lucy.
- Travis Tedford es Loaf.
- David Dukes es Spencer "Spence" Dane.
- Spencer Klein es Spencer Dane Jr.
- Sam McMurray es Anthony Boccoli.
- Terry Walters es Nancy.
- Bodhi Elfman es Tag.